# Phyllurus championae
Phyllurus championae är en ödleart som beskrevs av  Couper, Schneider HOSKIN och COVACEVICH 2000. Phyllurus championae ingår i släktet Phyllurus och familjen geckoödlor. Inga underarter finns listade i Catalogue of Life.